# CETME C2
A CETME C2 (também chamada de CB-64) é uma submetralhadora espanhola baseada na Sterling L2A3 britânica. É uma arma de fogo de ferrolho aberto operada por blowback que dispara o cartucho de pistola 9x23mm Largo e 9x19mm. Projetada na década de 1960, a C2 tem muitos recursos de segurança notáveis integrados e mais tarde foi usada para substituir a série de submetralhadoras Star Modelo Z-45 na Espanha na década de 1960, no entanto, foi posteriormente substituída pela MP5 e Star Z-84.

## Projeto
A CETME C2 tem muitos recursos de projeto que fazem com que pareça uma Sterling, no entanto, nenhuma das peças da CETME C2 é intercambiável com a de uma Sterling. É de ferrolho aberto e geralmente é equipada com um carregador reto de 30 ou 32 cartuchos, com o alojamento do carregador não sendo totalmente perpendicular ao receptáculo. O receptáculo em si tem um acabamento com pintura craquelada, muito parecido com a Sterling e a Star Z-62. A coronha é dobrável e usa a soleira para travar a coronha no receptáculo da arma de fogo quando ela não está em uso. A C2 possui três modos de disparo: Seguro (segurança), Tiro (semiautomático) e Ráfaga (automático).
O ferrolho da C2 tem ranhuras helicoidais e também possui vários recursos de segurança; O percussor não é fixo para evitar disparos errados e pode ser ativado por uma alavanca dentro do ferrolho que só pode se projetar quando o ferrolho estiver devidamente colocado na bateria. O ferrolho em si não está conectado à alavanca de manejo e, por isso, torna o ferrolho não recíproco, ao contrário da Sterling. Isto é para implementar um bloqueio de ferrolho na situação em que o ferrolho avança acidentalmente. No conjunto do gatilho também existe uma cunha que interfere no ferrolho, caso isso ocorra, essa cunha pode ser escondida pressionando ou segurando o gatilho. Este mecanismo é utilizado na situação em que a trava do ferrolho não está engatada.
As miras são uma alça de mira de ferro com entalhe em V de 50 jardas que pode ser invertida para uma mira de ferro com abertura de 100 jardas e uma massa de mira quadrada de ferro com poste.
A posição da parte interna da arma de fogo permanece muito semelhante à da Sterling, mas possui peças com projeto ligeiramente diferente que só podem ser usadas nos próprios receptáculos das respectivas armas de fogo.

## História e desenvolvimento

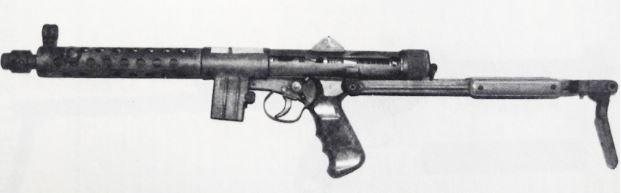
O protótipo CETME CB-61 com alimentação vertical do carregador

A CB-64 foi desenvolvida pelo fabricante estatal de armas espanhol, Centro de Estudios Técnicos de Materiales Especiales (CETME), sendo o projetista-chefe do projeto Joaquin de la Calzada de Bayo. No final da década de 1950, a submetralhadora mais usada pelos espanhóis, a Star Z-45, projetada na Segunda Guerra Mundial, tornou-se obsoleta em comparação com as armas de fogo modernas da época. Assim, no início da década de 1960, o primeiro protótipo foi projetado e recebeu o nome de Calzada Bayo-61 em homenagem a Joaquin de la Calzada de Bayo. O projeto foi retirado da Sterling L2A3 e tinha uma alimentação vertical em vez de uma alimentação horizontal que a CETME C2 e a Sterling possui. Nos anos seguintes, a CB-61 foi aprimorada e a CB-64 foi criada.
A CB-64 tinha originalmente câmara para o cartucho 9x23mm Largo Nacional Espanhol, mas também tinha câmara para o cartucho 9x19mm Parabellum para versões de exportação, já que o cartucho Largo era relativamente pouco utilizado por muitas nações naquela época. Quando a CB-64 foi finalmente desenvolvida para o arsenal espanhol, recebeu o nome de CETME C2 devido ao sistema de codificação do CETME para suas armas de fogo. A CETME C2 foi produzida em número limitado, pois a Espanha já havia encomendado submetralhadoras da Star. A CETME C2 interrompeu a produção na década de 1970, sendo substituída pela Star Z-84 e, mais predominantemente, pela terceira geração da alemã Heckler & Koch MP5. Ainda há um pequeno número de CETME C2 em uso no serviço de segunda linha.